# Quinta da Trindade
A Quinta da Trindade é uma quinta histórica do município do Seixal que foi ao longo do tempo desmembrada para vários empreendimentos, permanecendo a Residência da Quinta da Trindade, na qual sobressaem no seu património os inúmeros painéis de azulejo, residência que se encontra classificada como Imóvel de Interesse Público desde 1971.
Na Quinta da Sanctíssima Trindade (como era chamada no século XVI) existiu o Convento do Seixal, extinto com a expulsão das ordens religiosas do país e com o Terramoto de Lisboa de 1755.
Nos terrenos da antiga Quinta da Trindade situam-se presentemente o Centro de Estágios do Sport Lisboa e Benfica, o empreendimento Quinta da Trindade, a Cruz Vermelha Portuguesa (antiga Estação dos Caminhos de Ferro do Seixal), o Instituto Hidrográfico da Marinha Portuguesa e o Estaleiro Naval do Seixal.
Na Residência da Quinta da Trindade encontram-se no presente instalados, para além de reservas e outras áreas técnicas do Museu Municipal, o Serviço de Conservação e Inventário Geral, o Serviço de Arquitetura e Área de Arquitectura e Património Cultural Imóvel municipais.

## Origem
A Quinta da Trindade fica situada na Avenida M.U.D. Juvenil - Azinheira, Seixal, e a sua origem remonta aos finais do século XIV, aquando da fundação de um convento pela ordem religiosa da Santíssima Trindade, que também fundou no mesmo espaço uma ermida denominada da Boa Viagem, tendo sido doado por D. Brites Pereira, viúva do Almirante Rui de Melo e sobrinha de Nuno Álvares Pereira.
Com o terramoto de 1755, não só a ermida mas também o convento ficaram danificados, embora a ermida tenha recebido durante algum tempo o sacrário com o Santíssimo Sacramento, enquanto se procedia à reparação da igreja matriz da vila. Em 1834, com o decreto de extinção das ordens religiosas em Portugal e a nacionalização dos respectivos bens, a Quinta da Trindade passou a integrar a Fazenda Pública e foi vendida em hasta pública ao conselheiro Joaquim Inácio de Lima, que introduziu alguns melhoramentos e continuou a sua exploração agrícola.
Em 1908 estava na posse de Manuel Martins Gomes Júnior, conhecido como o «Rei do Lixo», que chamou a si a reconstrução do edifício apalaçado e construiu ainda o «Castelinho». No edifício, e no exterior, existem exemplares representativos dos mais diversos géneros e tendências decorativas de azulejaria, trazidos de vários locais pelo «Rei do Lixo», bem como elementos diversos, como um brasão pertencente à família Noronha. De origem, o palacete tem um tecto de madeira policroma, no espaço que se julga ter sido uma pequena sala de leitura do convento, com cenas mitológicas da «Concórdia e Discórdia», e que foi restaurado após a posse da autarquia. O jardim conta com várias espécies, das quais se destaca um dragoeiro com idade de cerca de 200 anos, uma árvore-borracheira de grande porte e palmeiras das Canárias, entre outras espécies.

## História recente
Nos terrenos da Quinta foram ainda implementados armazéns e oficinas da Companhia de Agricultura de Portugal, em 1920, destinados à indústria corticeira e mais tarde arrendados à Mundet. São desta época as casas construídas junto do actual campo «Albano Narciso Pereira» do Seixal Futebol Clube, o «Bairro da Trindade», destinado aos empregados mais qualificados da firma. Junto à área de residência encontra-se ainda um espaço de forma redonda, que servia como forja manual, fundição, serralharia e oficina de manutenção mecânica, de apoio às actividades principais dos armazéns.
Depois da morte do «Rei do Lixo», passou para a posse da filha, Cibele Martins Gomes Duarte, que viria a ceder o edifício ao Partido Socialista em 1975, já com o edifício residencial classificado como Imóvel de Interesse Público (1971).
Em 1982 iniciam-se os primeiros estudos para o processo de urbanização da zona. O projecto urbanístico final – da autoria do gabinete Pedro George & Associados – conduziu a que uma parte da Quinta (a que encerra o jardim e o edifício residencial) fosse municipalizada e integrasse Ecomuseu do Seixal. A restante área destinou-se a múltiplos usos, entre eles, o Centro de Estágios do Sport Lisboa e Benfica, a futura Cidade Desportiva do Seixal, um empreendimento residencial homónimo – constituído por vários quarteirões, zonas comuns para praticar desporto, ciclovia e áreas privativas para cada quarteirão que incluem parques infantis –, para além de vastos espaços verdes e de interacção com o Rio Tejo e o esteiro de Coina.